# Istočnoberberski jezici
Istočnoberberski jezici, malena skupina od tri berberska jezika kojima govori nekoliko plemena u saharskom području Libije i Egipta. Podijeljena je na dvije podskupine, awjila-sokna s (2) jezika koja se govore u Libiji i, siwa s jednim jezikom, siwi, u oazama Siwa u Egiptu. 
Najznačajniji je predstavnik jezik siwi, koji ima 30.000 govornika (2006.). Ukupan broj govornika iznosi blizu 39.000 na početku novog milenija.

## Vanjske poveznice
- Ethnologue (14th)
- Ethnologue (15th)